# Centerra Gold
Centerra Gold Inc. ist ein Goldbergbauunternehmen, das seinen Sitz in Toronto, (Ontario), Kanada hat.
Das Unternehmen entstand im Jahre 2004, als die Cameco Corporation ihre Goldaktivitäten, die in der Tochterfirma Cameco Gold zusammengefasst waren, unter dem Namen Centerra Gold an die Toronto Stock Exchange  (TSX: Kürzel CG) brachte. Ende 2009 verkaufte Comeco seine letzten Anteile an Centerra Gold.
Das Unternehmen ist Mitglied im World Gold Council.

## Produktion
Centerra betrieb 2014 zwei goldproduzierende Minen: Kumtor in Kirgisien und Boroo in der Mongolei. Explorationsaktivitäten nach Gold wurden in den Lagerstätten Gatsuurt (Mongolei), Oksut (Türkei) und in Kanada unternommen.
Die gesamte Goldproduktion belief sich im Jahre 2014 auf 621.000 oz.
| NAME   | Land | ANTEIL | PRODUKTION 2014 in oz | RESERVEN (P+P) in 000 oz | AISC in US-$ |
| ------ | ---- | ------ | --------------------- | ------------------------ | ------------ |
| Boroo  | MNG  | 100 %  | 53.100                | 0                        | 973 $        |
| Kumtor | KGZ  | 100 %  | 567.700               | 6.100                    | 779 $        |
| Gesamt |      |        | 621.000               |                          | 852 $        |

Quelle: Centerra Jahresbericht 2014